# Festival Internacional de Cinema de Chicago
El Festival Internacional de Cinema de Chicago és un festival anual de cinema que es celebra cada tardor a Chicago. Fundada en 1964 per Michael Kutza, és el festival de cinema competitiu de més llarga durada a Amèrica del Nord. El seu logotip és un clar detall en blanc i negre dels ulls composts de les primeres actrius de cinema Theda Bara, Pola Negri i Mae Murray, ambientades com a quadres repetits en una tira de pel·lícula.

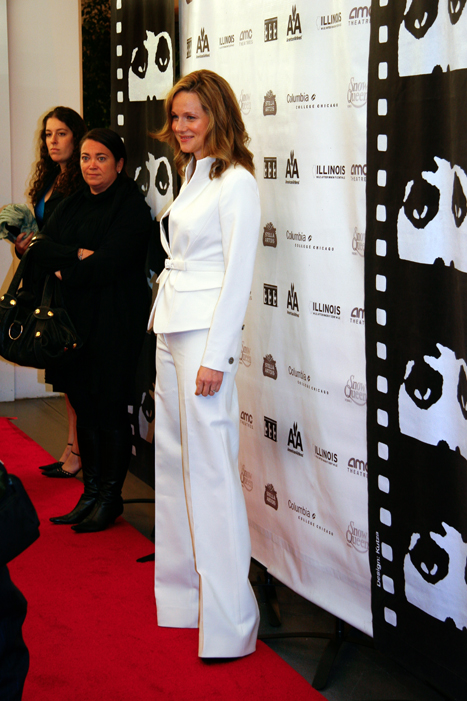
Laura Linney al Festival (2007)

En 2010, el 46è Festival Internacional de Cinema de Chicago va presentar 150 pel·lícules de més de 50 països. El programa del Festival es compon de moltes seccions diferents, que inclouen el Concurs Internacional, el Concurs de Nous Directors, Docufest, Black Perspectives, Cinema of the Americas i Reel Women.
La seva seu principal és el teatre AMC River East 21 al barri de Streeterville a Chicago.

## Programa de Connexions Internacionals
El Programa de Connexions Internacionals es va crear en 2003 per a crear consciència sobre la cultura cinematogràfica internacional i la diversitat de Chicago, i per a fer que el festival sigui més atractiu per a l'audiència i el personal de diverses ètnies. Les pel·lícules estrangeres es projecten de manera gratuïta en tota la ciutat setmanalment des de juliol fins a setembre.

## Premis
Els guanyadors reben els premis Hugo en vuit categories de competició diferents.
- Concurs internacional de llargmetratge
  - Hugo d'Or
  - Hugo de plata: premi del jurat
  - Hugo de plata: millor director
  - Hugo de plata: millor actor (fins al 2019)
  - Hugo de plata: millor actriu (fins al 2019)
  - Hugo de plata: millor actuació (a partir del 2020)
  - Hugo de plata: millor actuació del conjunt
  - Hugo de plata: millor fotografia
  - Hugo de plata: millor guió
  - Hugo de plata: millor so
  - Hugo de plata: millor direcció artística
- Concurs de nous directors

* Hugo d'Or
- Hugo de plata
- Premi Roger Ebert

- Concurs internacional de documentals

* Hugo d'Or
- Hugo de plata

- Concurs de visió exterior

* Q-Hugo d'or
- Hugo de plata

- Concurs Ciutat i Estat
  - Premi Chicago
- Concurs de curtmetratges d'acció en viu

* Gold Hugo
- Hugo de plata

- Concurs de curtmetratges documentals

* Gold Hugo
- Hugo de plata

- Concurs de curtmetratges d'animació

* Gold Hugo
- Hugo de plata

## Gran Premi: Gold Hugo
| Any  | Pel·lícula                                           | Director(s)                    | País                                     | Ref.   |
| ---- | ---------------------------------------------------- | ------------------------------ | ---------------------------------------- | ------ |
| 1965 | The Lollipop Cover                                   | Everett Chambers               | Estats Units                             | [ 3 ]  |
| 1966 | Bushido (Bushidō zankoku monogatari)                 | Tadashi Imai                   | Japó                                     | [ 4 ]  |
| 1967 | Here's Your Life (Här har du ditt liv)               | Jan Troell                     | Suècia                                   | [ 5 ]  |
| 1968 | Nevinost bez zastite                                 | Dušan Makavejev                | Iugoslàvia                               | [ 6 ]  |
| 1969 | Ole dole doff                                        | Jan Troell                     | Suècia                                   | [ 7 ]  |
| 1970 | La muralla verde                                     | Armando Robles Godoy           | Perú                                     | [ 6 ]  |
| 1971 | Mon oncle Antoine                                    | Claude Jutra                   | Canadà                                   | [ 6 ]  |
| 1972 | Bleak Moments                                        | Mike Leigh                     | Regne Unit                               | [ 6 ]  |
| 1973 | Morgiana                                             | Juraj Herz                     | Txèquia                                  | [ 8 ]  |
| 1974 | Pirosmani                                            | Guiorgui Xenguelaia            | Unió Soviètica                           | [ 6 ]  |
| 1975 | Ziema obiecana                                       | Andrzej Wajda                  | Polònia                                  | [ 6 ]  |
| 1976 | Im Lauf der Zeit                                     | Wim Wenders                    | RFA                                      | [ 6 ]  |
| 1977 | Oi kynigoi                                           | Theo Angelopoulos              | Grècia                                   | [ 9 ]  |
| 1978 | A un dios desconocido                                | Jaime Chávarri                 | Espanya                                  | [ 10 ] |
| 1979 | Angi Vera                                            | Pál Gábor                      | Hongria                                  | [ 6 ]  |
| 1980 | Amator                                               | Krzysztof Kieślowski           | Polònia                                  | [ 6 ]  |
| 1981 | Les germanes alemanyes (Die bleierne Zeit)           | Margarethe von Trotta          | RFA                                      | [ 6 ]  |
| 1982 | Come Back to the Five & Dime, Jimmy Dean, Jimmy Dean | Robert Altman                  | Estats Units                             | [ 6 ]  |
| 1983 | El sur '                                             | Víctor Erice                   | Espanya · França                         | [ 6 ]  |
| 1984 | Khandhar (The Ruins)                                 | Mrinal Sen                     | Índia                                    | [ 6 ]  |
| 1985 | La historia oficial                                  | Luis Puenzo                    | Argentina                                | [ 11 ] |
| 1986 | Wohin und zurück                                     | Axel Corti                     | Àustria · RFA · Suïssa                   | [ 12 ] |
| 1987 | Szamárköhögés                                        | Péter Gárdos                   | Hongria                                  | [ 6 ]  |
| 1988 | Malenlaia Vera                                       | Vasili Pitxhul                 | Unió Soviètica                           | [ 13 ] |
| 1989 | Gorod Zero                                           | Karén Xakhnazàrov              | Unió Soviètica                           | [ 6 ]  |
| 1990 | Ju Dou                                               | Zhang Yimou                    | R.P. de la Xina · Japó                   | [ 6 ]  |
| 1991 | Delicatessen                                         | Jean-Pierre Jeunet i Marc Caro | França                                   | [ 6 ]  |
| 1992 | El sol del membrillo                                 | Víctor Erice                   | Espanya                                  | [ 14 ] |
| 1993 | Kira kira hikaru                                     | Joji Matsuoka                  | Japó                                     | [ 15 ] |
| 1994 | 71 Fragmente einer Chronologie des Zufalls           | Michael Haneke                 | Àustria · Alemanya                       | [ 16 ] |
| 1995 | Maborosi (Maboroshi no Hikari)                       | Hirokazu Koreeda               | Japó                                     | [ 17 ] |
| 1996 | Ridicule                                             | Patrice Leconte                | França                                   | [ 18 ] |
| 1997 | El convidat d'hivern                                 | Alan Rickman                   | Regne Unit                               | [ 19 ] |
| 1998 | The Hole (Dong)                                      | Tsai Ming-liang                | Taiwan                                   | [ 20 ] |
| 1999 | La maladie de Sachs                                  | Michel Deville                 | França                                   | [ 21 ] |
| 2000 | Amores perros                                        | Alejandro González Iñárritu    | Mèxic                                    | [ 22 ] |
| 2001 | Fat Girl (À ma soeur!)                               | Catherine Breillat             | França                                   | [ 23 ] |
| 2002 | Madame Satã                                          | Karim Aïnouz                   | Brasil                                   | [ 24 ] |
| 2003 | Crimson Gold (Talaye Sorkh)                          | Jafar Panahi                   | Iran                                     | [ 25 ] |
| 2004 | Kontroll                                             | Nimród Antal                   | Hongria                                  | [ 26 ] |
| 2005 | Mój Nikifor                                          | Krzysztof Krauze               | Polònia                                  | [ 27 ] |
| 2006 | Fireworks Wednesday (Chaharshanbe Suri)              | Asghar Farhadi                 | Iran                                     | [ 28 ] |
| 2007 | Luz silenciosa (Stellet Lijcht)                      | Carlos Reygadas                | Mèxic                                    | [ 29 ] |
| 2008 | Hunger                                               | Steve McQueen                  | Irlanda                                  | [ 30 ] |
| 2009 | Mississippi Damned                                   | Tina Mabry                     | Estats Units                             | [ 31 ] |
| 2010 | How I Ended This Summer (Kak ya provyol etim letom)  | Alexei Popogrebski             | Rússia                                   | [ 32 ] |
| 2011 | Le Havre                                             | Aki Kaurismäki                 | Finlàndia                                | [ 33 ] |
| 2012 | Holy Motors                                          | Leos Carax                     | França                                   |        |
| 2013 | My Sweet Pepper Land                                 | Huner Saleem                   | Iraq                                     |        |
| 2014 | The President                                        | Mohsen Makhmalbaf              | Geòrgia · França · Regne Unit · Alemanya | [ 34 ] |
| 2015 | Une Enfance                                          | Philippe Claudel               | França                                   | [ 35 ] |
| 2016 | Sieranevada                                          | Cristi Puiu                    | Romania                                  | [ 36 ] |
| 2017 | Una especie de familia                               | Diego Lerman                   | Argentina                                | [ 37 ] |
| 2018 | Lazzaro felice                                       | Alice Rohrwacher               | Itàlia · Suïssa · Alemanya · França      | [ 38 ] |
| 2019 | Portrait de la jeune fille en feu                    | Céline Sciamma                 | França                                   | [ 39 ] |
| 2020 | Sweat                                                | Magnus von Horn                | Suècia                                   | [ 2 ]  |